# بخش د تورنکوئیست
بخش د تورنکوئیست (به اسپانیایی: Partido de Tornquist) یک منطقهٔ مسکونی در آرژانتین است که در استان بوئنوس آیرس واقع شده‌است. بخش د تورنکوئیست ۴٬۱۸۴ کیلومتر مربع مساحت و ۱۱٬۷۵۹ نفر جمعیت دارد.